# نور یرزنکا
نور یرزنکا (ارمنی: Նոր Երզնկա) یک شهرک که در استان کوتایک کشور ارمنستان واقع شده است.